# Nowosiółki (sielsowiet Sopoćkinie)
Nowosiółki (biał. Навасёлкі) – wieś na Białorusi, w obwodzie grodzieńskim, w rejonie grodzieńskim, w sielsowiecie Sopoćkinie.
W latach 1921–1939 Nowosiółki należały do gminy Wołłowiczowce w ówczesnym województwie białostockim.